# Hamund
|  | Dieser Artikel oder Abschnitt wurde wegen inhaltlicher Mängel auf der Qualitätssicherungsseite des Projekts Germanen eingetragen. Dies geschieht, um die Qualität der Artikel aus diesem Themengebiet auf ein akzeptables Niveau zu bringen. Bitte hilf mit, die Mängel dieses Artikels zu beseitigen, und beteilige dich an der Diskussion! |

Hamund ist eine mythologische Gestalt des nordischen Sagenkreises, in diesem Falle aus der Edda.
Über Hamund ist nicht allzu viel bekannt. Er war ein Wölsung, Sohn von Sigmund und dessen erster Frau Borghild von Bralund (wahrscheinlich in Dänemark), ein Bruder Helgis und ein Halbbruder von Sinfiötli. Er lebte wohl auf Island an einem nach ihm benannten Fjord (Hamund-Fjord) und hatte einen Sohn namens Halfred.